# San Vicente (Ilocos Sur)
San Vicente è una municipalità di quinta classe delle Filippine, situata nella provincia di Ilocos Sur, nella regione di Ilocos.
San Vicente è formata da 7 baranggay:
- Bantaoay
- Bayubay Norte
- Bayubay Sur
- Lubong
- Poblacion
- Pudoc
- San Sebastian